# 大韓航空015號班機空難
大韓航空015號班機（KAL015，KE015）是由美國洛杉磯經安克雷奇飛往韓國漢城（今稱首爾）的定期航線。1980年11月19日，一架波音747-2B5B客機執行該班機，在濃霧中降落漢城金浦機場時撞上攔水壩後墜毀於14號跑道上，随后1层甲板以上部分粉碎性爆炸并完全焚化，導致機上212人中6名機組人員、8名乘客死亡，一名地面人員也不幸遇難。

## 肇事飛機
此次失事的是一架波音747-2B5B型客機，於1979年3月23日首飛，同年4月11日交付給大韓航空，生產線編號為366，事發時機齡僅一年零八個月，使用JT9D-7Q引擎。

## 事故經過
1980年11月19日，由洛杉磯經安克雷奇飛抵的KE15號班機原定於當地時間7時20分降落在金浦國際機場，但11月19日當天早晨的金浦國際機場被大霧籠罩，能見度只介於800至1000米之間。在此條件下，KE15號班機向金浦機場的14跑道進近，但在距跑道入口90米處撞上攔水壩，提前接地。隨後，飛機的主起落架向後折斷，機腹著地，飛機沿跑道向前滑行2公里後停住，貨艙起火，火勢隨即蔓延至客艙。機上人員當時正在撤離，一些乘員在此過程中受傷，也有部分人員在撤離飛機時吸入火災產生的濃煙。最後，6名機組人員和8名乘客在此次事故中遇難。